# Heilige Drei Könige (Fürstenhagen)

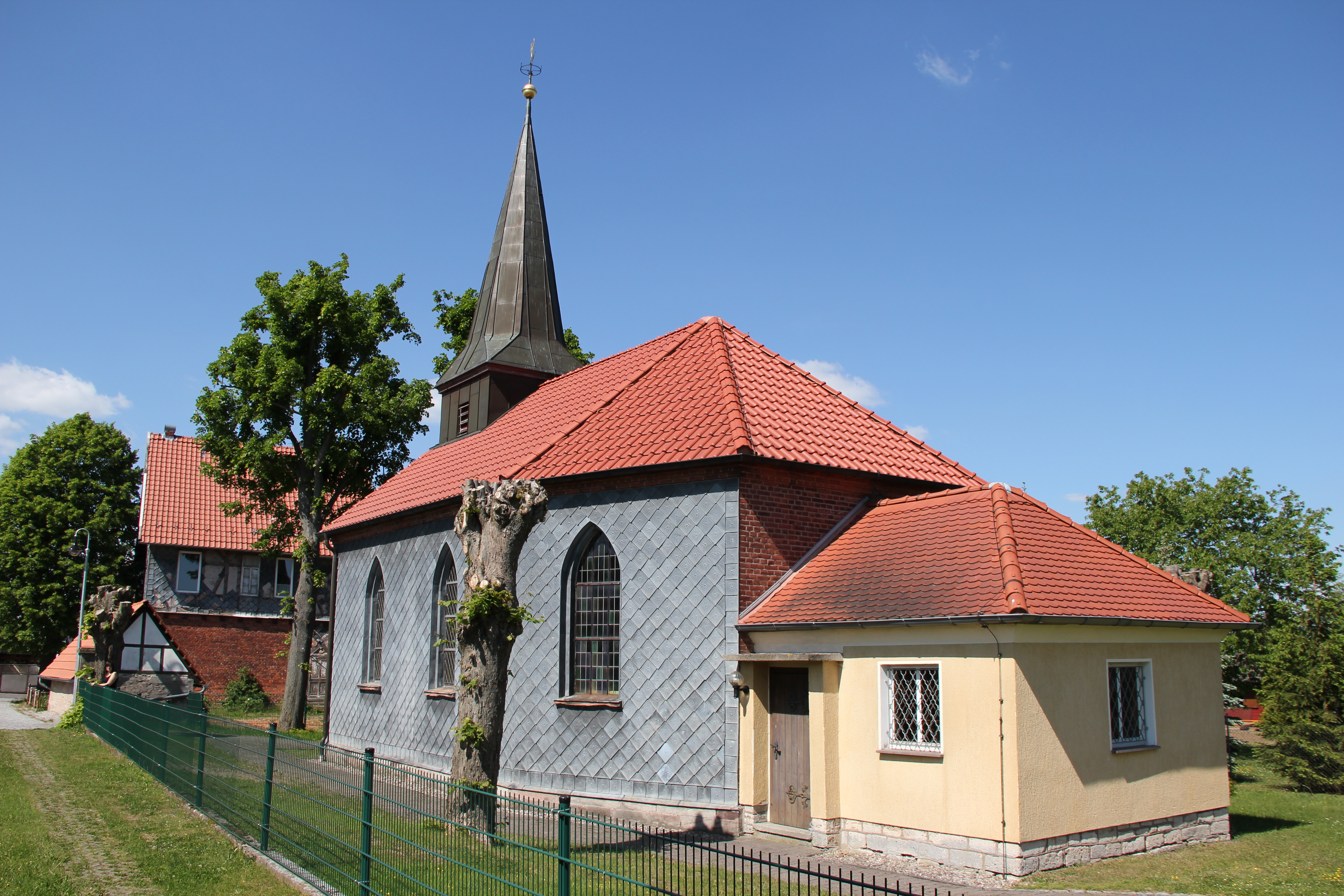
Römisch-katholische Filialkirche Heilige Drei Könige in Fürstenhagen

Die römisch-katholische Filialkirche Heilige Drei Könige steht in Fürstenhagen im thüringischen Landkreis Eichsfeld. Sie ist Filialkirche der Pfarrei St. Jakobus der Ältere in Uder im Dekanat Heiligenstadt des Bistums Erfurt. Sie trägt das Patrozinium der Heiligen Drei Könige.

## Geschichte
Die römisch-katholische Gemeinde gründete sich zeitgleich mit der Ortsgründung Fürstenhagens am 20. August 1828. 1832 wurde der Friedhof geweiht. Aufgrund von Unstimmigkeiten über den Ort, der fehlenden Baugenehmigung und fehlendem Geld verzögerte sich der Bau. Erst durch die Spende des Rentners Melchior Gehrt 1895, konnte mit dem Bau der Kirche 1896 begonnen werden. Am 1. Januar 1897 wurden die zwei Glocken geweiht, die ebenfalls durch Melchior Gehrt gesponsert worden waren. Der Bau des Pfarrhauses wurde 1906 begonnen.
Im Ersten und Zweiten Weltkrieg wurden jeweils eine Glocke eingeschmolzen und 1930 und 1958 wurden jeweils neue Glocken als Ersatz ergänzt. 1933 wurde der Turm mit Kupfer neu eingedeckt, jedoch wurde das Kupfer ebenfalls im Zweiten Weltkrieg eingezogen. Am Weißen Sonntag 1945 wurde die Kirche durch amerikanischen Panzerbeschuss beschädigt.
Die Sakristei wurde von 1959 bis 1960 an die Südseite angebaut. Ein neuer Anstrich erfolgte 1961. Die 100-jährige Kirchweihe beging die Gemeinde 1996. Bei diesen Feierlichkeiten wurde die von 1992 bis 1995 renovierte Kirche durch Bischof Joachim Wanke eingeweiht.
Bis 2007 gehörte der Kirchort zur Pfarrei St. Nikolaus Kalteneber und seit 2008 zur Pfarrei St. Jakobus der Ältere Uder.

## Ausstattung
1961 wurde in der Kirche ein Kreuzweg von dem Bildhauer Georg Schröter aus Görlitz aufgehängt.

## Orgel
Die Orgel wurde 1902 von Louis Krell gebaut. Das Instrument hat 6 Register auf einem Manual und Pedal. Register- und Tontraktur sind pneumatisch.